# 曙光街道 (北京市)
曙光街道，是中华人民共和国北京市海淀區下辖的一个街道办事处，2004年9月21日成立。

## 行政区划
曙光街道下辖以下地区：
曙光花园社区、世纪城东区社区、世纪城西区社区、农科院社区、武警总部蓝靛厂小区社区、火器营第三社区、上河村社区、空军指挥学院社区、怡丽北园社区、诚品建筑社区、世纪城晴雪园社区、世纪城时雨园社区、烟树园社区、望塔园社区、远大园社区和晨月园社区。